# اكمة عليا (القفر)
اكمة عليا

تعديل مصدري - تعديل

اكمة عليا محلة تابعة لقرية بني مهدي، التابعة لعزلة بني مبارز بمديرية القفر إحدى مديريات محافظة إب في الجمهورية اليمنية، بلغ تعداد سكانها 70 حسب تعداد اليمن لعام 2004.